# 英国大炮

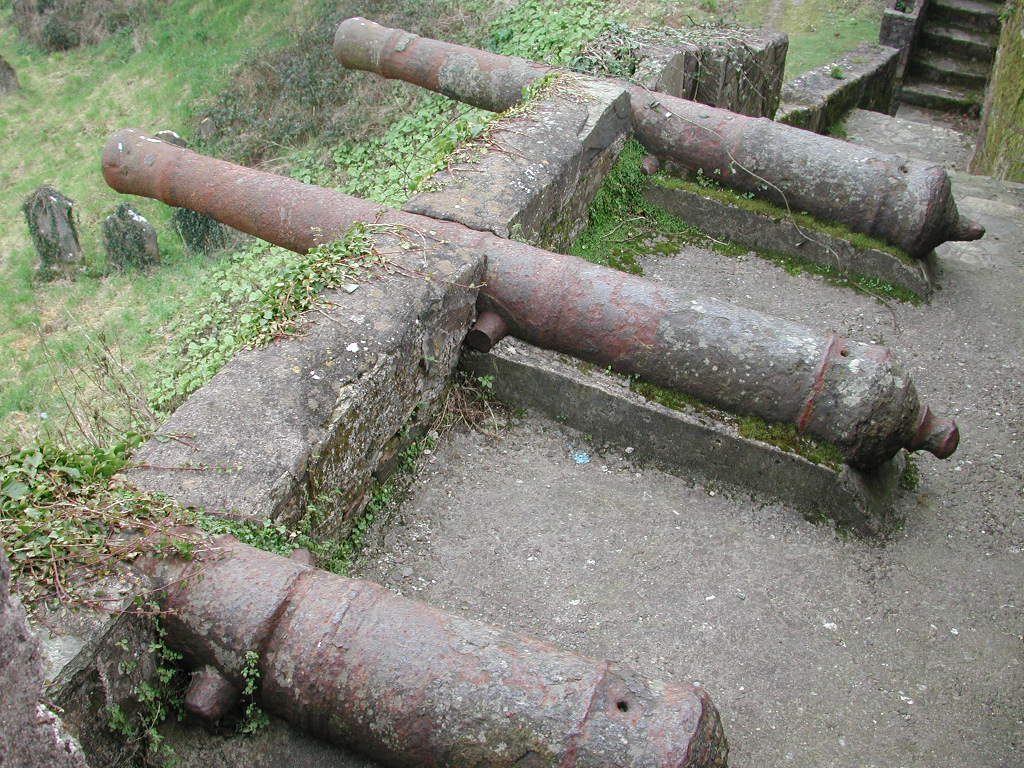
爱尔兰雅各哈的英国火炮残骸

英国首次使用大炮是在1327年与苏格兰人的战争中。在都铎王朝时代，英国建成了第一座装载大炮的要塞，供都铎海军使用。在英国内战中，大炮被广泛应用于野战和围城战。
英国大炮第一次在境外使用是在英法百年战争中的克雷西之战，英国军队用原始火炮大败法国骑兵。随着大航海时代的到来和北美十三殖民地的建立，北美洲的英军使用火炮对抗新法兰西的法国殖民者和镇压后来的美国独立运动。从十八世纪至今，英国皇家炮兵团已成为英国军事力量中不可或缺的一部分。英国海军于18世纪至十九世纪中期使用短距臼炮。与同时期西方的其他武装力量相比，英国大炮拥有更大的射程和破坏力。

## 历史

### 早期发展

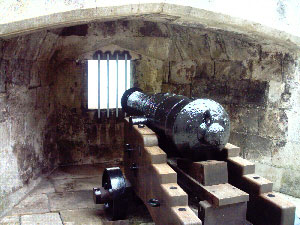
波特兰城堡中的大炮

在英国，大炮是在英法百年战争中第一次被小规模使用。单词“Ribaldis” 第一次出现，是在1345年至1346年的私人衣橱中，那时英国正为克雷西战役做准备。 “Ribaldis”被认为可以发射巨大的箭头和简易的葡萄弹。因为它们十分重要，所以被王室直接控制。根据当时的法国诗人让·弗鲁瓦萨尔（约1337-约1405年），英国人的火炮导致“热那亚人的两三次释放”，大概就是指两三个个别的炮击坑。当时的火炮结构原始，装填起来需要时间。类似的大炮在同年也利用于围攻加来的战役中。到了十四世纪末期，名为“ribaudekin”的配件已经在火炮的轮子上安装了。

### 都铎王朝时期
在中世纪末期，英国火炮的发展出现了革命性的变化，导致许多城堡相继被炮火轰塌。在16世纪，英国的火炮发展迅速。亨利八世在1539年至1540年修筑亨利克要塞，以应对西班牙和法国的威胁。这些炮兵要塞由王国在战略要地建造，以形成第一个强大的炮台，但是，尽管它们看起来很像真正的城堡，但它们仅具有军事功能而不是供人居住。在迪尔城堡仍然是最令人印象深刻的堡垒之一。超过200只炮口和枪眼安装在炮台表面，并且堡垒形成了一个射击平台，其形状可以允许设置多条火线。此外，低弧形堡垒可以偏转炮弹大炮是英国对外战争中不可或缺的一部分。大炮也被用于都铎海军。法国的“蛇炮”在 16 世纪后期被英国海军使用， 并且比以前用于海战的弩炮具有显着优势。“蛇炮”的枪管较长，结构较轻，可沿平坦弹道远距离发射实心圆形炮弹。最早能够在舷侧全部发射大炮的舰艇之一是玛丽玫瑰号舰艇，它于 1510 年至 1512 年在朴茨茅斯建造，配备了 78 门火炮（1530 年代升级后为 91 门）。它是最早在英国海军服役的专用战舰之一，被认为从未用作商船，船上共有200 名水手、185 名士兵和 30 名炮手。随着大航海时代的到来，欧洲殖民地之间的竞争发展起来，大炮在海战中的重要性增加了。许多商船配备大炮，英国私掠船与西班牙珍宝船队的大帆船交战，其活动助长了第一次英西战争——尽管这不是主要因素。1559 年伊丽莎白一世即位时的舰队审查显示，英国海军由 39 艘船组成。1588 年西班牙国王菲利普二世率领无敌舰队进攻英国，在海上进行一周的连续战斗后，被英国皇家海军击溃。

### 十七世纪
十七世纪中叶，约翰·罗伯茨 (英語：John Roberts) 在他的作品《完整的大炮》（英語：The Compleat Cannoniere, printed London 1652 by W. Wilson）英国内战时期的炮手进行了描述，包括计算方式和军械本身。当时英国战列舰的下层舰艇通常配备半炮——一种发射 32 磅实弹的舰炮。一门完整的大炮发射 42 磅的炮弹，但实际上有一种所谓的“皇家大炮”可以发射 60 磅的炮弹，但上述炮弹在十八世纪停产，因为它们太笨重。
随着十三殖民地的建立，北美大陆的英军装备大炮以对抗新法兰西的法国殖民者。然而，虽然法国人寡不敌众，但他们的防御工事和大炮却优于英国的。1690年，当来自英属马萨诸塞的34艘舰艇炮击魁北克时，法国的炮台将其击退，这严重损坏了舰船的船体，并使英国旗舰的颜色黯然失色。岸边的英国黄铜野战炮对树林中的法国民兵完全无效，英国人只好自发的撤退，使五门大炮被遗弃在岸边。法国的胜利表明要夺取魁北克，就必须引进“旧英格兰”的大炮。

### 十八世纪
在 18 世纪之前，炮兵团由皇家授权，用于特定战役，并在结束后再次解散。然而，在 1716年5月26日，乔治一世的下诏英国陆军在伍尔维奇组建了两个正规的野战炮兵连，每个连 100 人。1722年4月1日，这些在直布罗陀和梅诺卡岛的炮兵连与独立的炮兵连合并，组成皇家炮兵团，并迅速扩大，到1757年下辖24个连，分为两个营，包括一个成立于1741年的学员连。
当法国人于1760年返回时，守军不得不将他们的野战炮几乎全部留在撤退到城市中。 然而，英国的大炮证明是有效的，因为法国炮台上的重型大炮使他们能够坚持足够长的时间进行增援。
到1771年，皇家炮兵连共有 4个营，共有32个连，还有两个无效连，由受雇于驻军任务的年长和不称职的人组成。1793年1月，皇家骑炮兵 (RHA) 的两支部队被召集起来为骑兵提供火力支援，并于1793年11月加入另外两支部队。所有RHA人员都上马了。 1801年，皇家爱尔兰炮兵被吸收。
驻军萨凡纳的巴巴多斯国家大炮收藏。此外，皇家海军在 1779 年采用了短距臼炮，较低的初速是为了在击中敌舰结构时产生更多致命的碎片； 事实上，这些往往是造成地方人员伤亡的主要原因。它要短得多，重量仅为同等长炮的三分之一到四分之一——例如，32 磅炮的重量不到 1 吨，但 32 磅长炮的重量超过 3 吨。短距臼炮以通常的海军舰炮口径制造，但它们不计入该系列舰船的额定舰炮数量。 因此，这一时期皇家海军舰艇的分类可能会产生误导——因为它们携带的弹药通常比所描述的要多。
短距臼炮最初非常成功并被广泛采用于1810年代和1820年代，更多地强调了远程炮火的准确性，而不是侧翼的重量。短距臼炮的小火药装药只能在相对有限的距离内发射重型炮弹。 短枪管、低初速和短射程也增加了卡罗纳将燃烧的棉絮喷射到附近可燃材料上的风险，从而增加了起火的风险。 1850 年代，威廉·乔治·阿姆斯特朗和约瑟夫·惠特沃斯开发出钢制夹套大炮后，卡罗纳从皇家海军中消失了。

## 维护
1771年的《大英百科全书》描述了18世纪英国大炮的使用情况。每门大炮配备两名炮手、六名步兵和四名炮兵。右边的炮手负责给炮弹上膛并装上火药，而左边的炮手则从弹匣中取出火药，并随时准备在军官的指挥下开火。在大炮的每一侧站有三名士兵，敲打大炮并用海绵擦拭大炮，并拿着灯笼和勺子。左边的第二名士兵，提供 50 发炮弹。
装弹前，大炮会用海绵彻底清洗，以去除所有火花、污物和污垢。然后加入火药粉、一团纸或干草，然后将弹药扔进去。之后，炮手将使用象限仪和铅直锤瞄准设定的高度。在 45 度时射程最大，大约是水平发射时射程的十倍。水平线上方的任何角度都称为随机拍摄。炮兵军官必须确保大炮得到充分利用。每隔十或十二轮，就要用海绵浸水使炮身冷却。

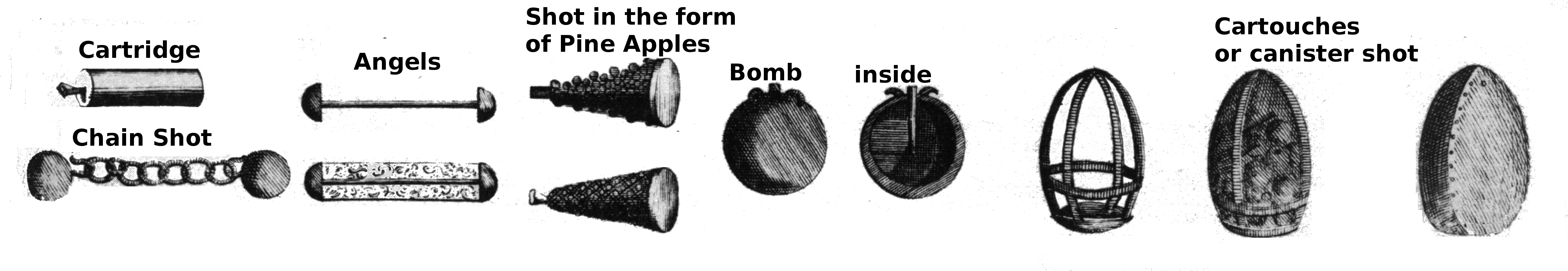
18世纪的炮弹

据说在1770年代末期，英国一门24磅大炮可以在夏天发射90至100次，在冬天发射60支75次。 由于一门12或16磅炮比一门24磅大炮更易于操作，所以一门12或16磅炮发射的次数可能稍多。《大英百科全书》称在有些情况下，这些大炮在九小时内发射200发炮弹，有的甚至5个小时内发射138枚炮弹。此时引入短距臼炮（英語：carronades）也导致火炮更易于操作，所需火药量不到长炮的一半，与安装在海军驻军马车上的长炮相比，可以使用更少的人员操作它们。

### 炮队组成
在拿破仑战争期间，一个英国炮队由五个已编号的炮手组成，这比上世纪的炮队需要的炮手少。

- 1号炮手一般是个军士，是炮队的首领，负责瞄准。
- 2号炮手被称作“海绵人”（英語：spongeman），他在两次射击之间用海绵蘸水清洁炮管，在下一次发射之前，熄灭任何剩余的余烬。
- 3号炮手负责装填弹药。
- 4号炮手被称作“通风管”（英語：ventsman）用拇指按在通风孔上，以防止可能引起火焰散开的气流。

#### 发射操作
3号炮手将火药先装入粉末袋，然后装入弹丸。然后 2 号炮手使用夯锤，或将海绵倒转，将其打入。同时，4 号炮手用拇指按在通风孔上，以防止可能引起火焰散开的气流。装药后，4号将火药从排气孔中刺出，并用粉末填充排气孔。在 1号的命令下，5 号用他的火柴开火。